# UW Возничего
UW Возничего (лат. UW Aurigae), HD 50949 — одиночная переменная звезда в созвездии Возничего на расстоянии приблизительно 5039 световых лет (около 1545 парсеков) от Солнца. Видимая звёздная величина звезды — от +11,6m до +9,5m.

## Характеристики
UW Возничего — красный гигант, углеродная пульсирующая полуправильная переменная звезда типа SRA (SRA) спектрального класса C4,5J(R6p/N3). Радиус — около 73,84 солнечных, светимость — около 937,755 солнечных. Эффективная температура — около 3717 К.